# LOVE SONG (第三代J Soul Brothers單曲)
《LOVE SONG》是日本音樂團體第三代J Soul Brothers的第3張單曲，於2011年5月11日由rhythm zone發售；5月27日於台灣數位發行。

## 概要
- A面曲《LOVE SONG》為朝日電視台節目《お願い!ランキング》2011年5月度片尾曲，亦是LIXIL住宅研究所「アイフルホーム」電視廣告歌曲、Rekochoku電視廣告歌曲和d頻道電視劇「戀愛是必然的 〜在電視劇看到! 新感覺戀愛法則〜」的主題曲
- 《LOVE SONG》由EXILE《Heavenly White》的作詞者小竹正人撰寫的，以率直的歌詞表現出男性下定決心一輩子保護唯一的心愛女子的堅定心意。[2]
- 此單曲有2個版本，分別有「CD+DVD」和「CD ONLY」。「CD+DVD」收錄了《LOVE SONG》的Music Video。
- 在5月23日於公信榜单曲週排行榜取得第7位。

## 收錄曲目

### CD
1. LOVE SONG
（作詞：小竹正人、作曲、編曲：原一博）
2. LOVE SONG（Instrumental）

### DVD
- LOVE SONG（Music Video）

## 備註
1. ↑  . Oricon. 2010  [2013-05-14]. （原始内容存档于2014-03-02） （日语）.
2. ↑  . 艾迴. 2010  [2013-06-05]. （原始内容存档于2016-03-04）.

## 外部連結
- 三代目J Soul Brothers《LOVE SONG》MV （页面存档备份，存于）
- LOVE SONG特設網站